# Caridina calmani
Caridina calmani е вид десетоного от семейство Atyidae. Видът не е застрашен от изчезване.

## Разпространение и местообитание
Разпространен е в Мадагаскар.
Обитава сладководни басейни и потоци.